# Benedenloop

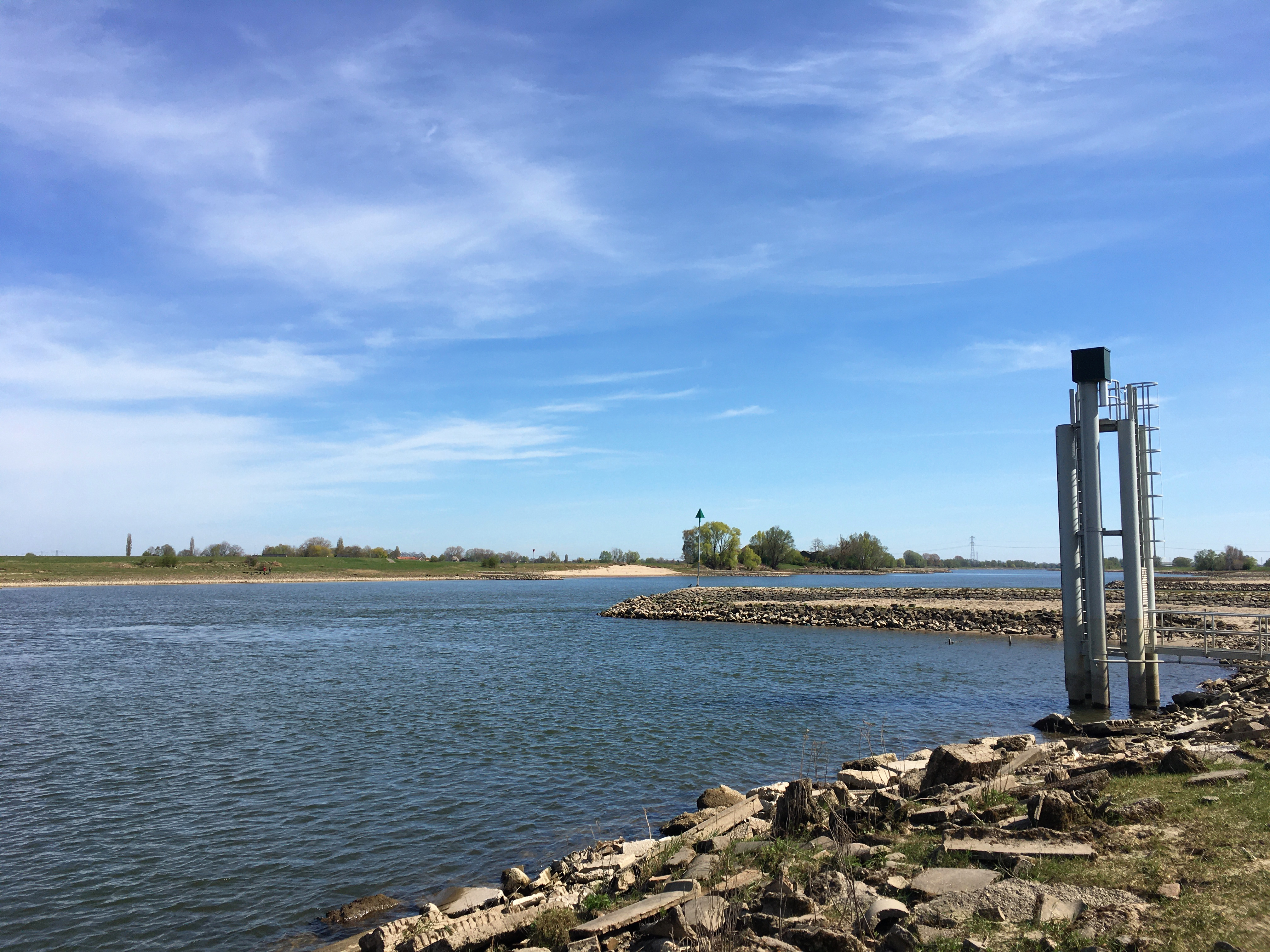
Zicht op de Nederrijn nabij Huissen: de Rijn in de benedenloop

 De benedenloop van een rivier is vanaf de bron gezien het laatste gedeelte van een rivier. Kenmerkend voor de benedenloop is het kleine verhang (kleiner dan 0,1 m/km) en de monding in zee. Veel sediment dat door de rivier is meegenomen wordt hier neergelegd. 
Vaak splitst een rivier zich in de benedenloop in meerdere takken, en vormt zo een delta.
De tegenhanger van de benedenloop is de bovenloop. In het spraakgebruik worden de termen ook vaak eenvoudig als min of meer willekeurige plaatsbepaling gehanteerd. Ook kunnen landschappelijke kenmerken als criterium gekozen worden die weinig met de gebruikelijke afbakening te maken hebben, bijvoorbeeld bij de Donge. Die bestaat feitelijk uit twee losse beddingen, gescheiden door het Wilhelminakanaal, waarvan de ene als bovenloop en de andere als benedenloop aangeduid wordt.